# Melchior Philipp Hartmann
Melchior Philipp Hartmann (* 25. März 1685 in Königsberg i. Pr.; † 6. November 1765 ebenda) war ein deutscher Mediziner.

## Leben
Als Sohn des Königsberger Medizinprofessors Philipp Jakob Hartmann (1648–1707) studierte Hartmann an der Albertus-Universität Königsberg und der Universität Leiden. Dort promovierte er 1710 zum Dr. med. In Königsberg wurde er 1714 a.o. Professor für Medizin. 1718 stieg er zum ordentlichen vierten und dritten Professor auf.
Nachdem er 1726 Beisitzer des dortigen Kollegiums der Medizin geworden war, übertrug man ihm 1727 die zweite ordentliche Professur und ab 1728 die erste o. Professur an der medizinischen Fakultät. Er hatte sich auch den organisatorischen Aufgaben der Königsberger Universität beteiligt und war in den Wintersemestern 1727/28, 1731/32, 1735/36, 1739/40, 1743/44, 1747/48, 1751/52,1755/56, 1759/60, 1763/64 zehnmal Rektor der Albertina. Hartmann hatte die Naturalien- und Münzsammlung seines Vaters weitergeführt.

## Werke
- Dissert. inaug. medica de succino, ejusque summa in medicina efficacia. Leiden 1710
- Dissert. de specificorum  medicamentorum usu atque abusu. Königsberg 1711
- Dissert. de Vitriolo. Königsberg 1714
- Dissert. de Marte sive ferro. Königsberg 1718
- Dissert. De Verucis. Königsberg 1736
- Conspectus numorum tam antiquorum, quam recentiorum omnis metalli atque moduli, collectorum a Phil. Jac. Hartmanno Dr. hist, et med. Prof. Ord. Regiora. et in aedibus Melch. Phil. Hartmanni med. Dr. et Prof. Ord. Prim, perlustrandorum, una cum aliis quibusdam museis venalium. Königsberg 1750